# Дирхам ОАЭ
Дирха́м ОАЭ — денежная единица Объединённых Арабских Эмиратов. Код по ISO 4217 — AED.

## История
Дирхам ОАЭ был введён в 1973 году. Он заменил риял Катара и Дубая в соотношении 1:1. Риял использовался во всех эмиратах ОАЭ с 1966 года, кроме Абу-Даби, где дирхам заменил бахрейнский динар по курсу 1 дирхам = 0,1 динара.
С 1959 по июнь 1966 года использовалась рупия Персидского залива, которую выпускал Резервный банк Индии вместо традиционно применявшейся ранее индийской рупии. Кроме того, на территории страны в 1966—1968 годах имел хождение риял Саудовской Аравии. В обращении находятся монеты номиналом 25, 50 филсов и 1 дирхам и банкноты 5, 10, 20, 50, 100, 200, 500, 1000 дирхамов.

## Монеты
| Изображение | Номинал   | Диаметр (мм) | Толщина (мм) | Масса (г) | Материал           | Гурт     | Годы чеканки                                      |
| ----------- | --------- | ------------ | ------------ | --------- | ------------------ | -------- | ------------------------------------------------- |
|             | 1 филс    | 15           | 1,1          | 1,50      | бронза             | гладкий  | 1973 1975 1988 1989 1997 2005                     |
|             | 5 филсов  | 22           | 1,3          | 3,75      | бронза             | гладкий  | 1973 1982 1987—1989                               |
|             | 5 филсов  | 16,5         | 1,2          | 2,20      | бронза             | гладкий  | 1996 2001 2005 2014                               |
|             | 10 филсов | 27           | 1,70         | 7,50      | бронза             | гладкий  | 1973 1982 1984 1987—1989                          |
|             | 10 филсов | 18,5         | 1,65         | 3,00      | бронза             | гладкий  | 1996 2001 2005 2011                               |
|             | 10 филсов | 18,5         | 1,65         | 3,00      | сталь, плак. медью | гладкий  | 2017                                              |
|             | 25 филсов | 19           | 1,70         | 3,55      | медь+никель        | рубчатый | 1973 1982—1984 1986—1990 1995—1996 1998 2005 2007 |
|             | 50 филсов | 24.5         | 1,90         | 6,50      | медь+никель        | рубчатый | 1973 1982 1984 1987—1989 1995 1998 2005 2007      |
|             | 1 дирхам  | 28           | 2,30         | 11,20     | медь+никель        | рубчатый | 1973 1982 1984 1986—1989 1995 1998 2005 2007      |

## Банкноты
На лицевой стороне тексты написаны на арабском языке с восточно-арабскими цифрами, a на обратной стороне тексты — на английском языке с арабскими цифрами.
| Изображения | Номинал (дирхамов) | Размеры (мм) | Основные цвета        | Описание                 | Описание                                   | Годы выпуска                                      |
| Изображения | Номинал (дирхамов) | Размеры (мм) | Основные цвета        | Лицевая сторона          | Оборотная сторона                          | Годы выпуска                                      |
| --- | ------------------ | ------------ | --------------------- | ------------------------ | ------------------------------------------ | ------------------------------------------------- |
| Архивная копия от 1 сентября 2016 на Wayback Machine, Архивная копия от 1 сентября 2016 на Wayback Machine Архивная копия от 1 сентября 2016 на Wayback Machine, Архивная копия от 5 августа 2016 на Wayback Machine                                            | 5                  | 143×60       | розовый коричневый    | центральный рынок Шарджи | вид на Хаур-Факкан                         | 1982 1993 1995 2000 2001 2004 2007 2009 2013 2015 |
| Архивная копия от 18 февраля 2017 на Wayback Machine, Архивная копия от 2 июля 2016 на Wayback Machine Архивная копия от 2 июля 2016 на Wayback Machine, Архивная копия от 23 августа 2016 на Wayback Machine, Архивная копия от 2 июля 2016 на Wayback Machine | 10                 | 146×62       | зелёный жёлтый        | ханджар                  | фермерское хозяйство                       | 1982 1993 1995 1998 2001 2004 2007 2009 2013 2015 |
| Архивная копия от 2 июля 2016 на Wayback Machine Архивная копия от 18 сентября 2016 на Wayback Machine | 20                 | 149×63       | голубой               | яхт-клуб Дубай Крик      | дау                                        | 1997 2000 2007 2009 2013 2015                     |
| Архивная копия от 2 июля 2016 на Wayback Machine, Архивная копия от 2 июля 2016 на Wayback Machine Архивная копия от 2 июля 2016 на Wayback Machine, Архивная копия от 18 сентября 2016 на Wayback Machine                                                      | 50                 | 151×64       | фиолетовый коричневый | аравийский орикс         | крепость Аль-Джахили в Эль-Айне            | 1982 1995 1996 1998 2004 2006 2008 2011 2014      |
| Архивная копия от 6 января 2017 на Wayback Machine, Архивная копия от 6 января 2017 на Wayback Machine Архивная копия от 2 июля 2016 на Wayback Machine, Архивная копия от 5 января 2017 на Wayback Machine                                                     | 100                | 155×66       | ярко-розовый голубой  | крепость аль-Фахиди      | здание Всемирного торгового центра в Дубае | 1982 1993 1995 1998 2003 2004 2006 2008 2012 2014 |
| Архивная копия от 26 февраля 2017 на Wayback Machine, Архивная копия от 18 сентября 2016 на Wayback Machine | 200                | 157×67       | коричневый            | Зайед Спорт Сити         | здание Центрального банка ОАЭ              | 1989 2004 2008 2015                               |
| | 500                | 159×68       | синий голубой         | голова балобана          | Мечеть Джумейра                            | 1983 1993 1996 1998 2000 2004 2006 2008 2011 2015 |
| Архивная копия от 18 сентября 2016 на Wayback Machine, Архивная копия от 18 сентября 2016 на Wayback Machine | 1000               | 163×70       | коричневый зелёный    | дворец Аль-Хосн          | вид на Абу-Даби                            | 1998 2000 2006 2008 2012 2015                     |
| Примечание: годы, выделенные курсивом, на банкнотах не обозначены. |                    |              |                       |                          |                                            |                                                   |

| Изображение | Изображение | Номинал (дирхамов) | Основной цвет | Размеры (мм) | Описание                                             | Описание                                      | Годы выпуска   |
| Аверс       | Реверс      | Номинал (дирхамов) | Основной цвет | Размеры (мм) | Аверс                                                | Реверс                                        |                |
| ----------- | ----------- | ------------------ | ------------- | ------------ | ---------------------------------------------------- | --------------------------------------------- | -------------- |
|             |             | 5                  | Коричневый    | 145 × 65     | Форт Аджман                                          | Форт Дайя в Рас-эль-Хайме                     | 2022 2023 2024 |
|             |             | 10                 | Зелёный       | 145 × 65     | Большая мечеть шейха Зайда                           | Амфитеатр Хор-Факкан                          | 2022 2023 2024 |
|             |             | 50                 | Фиолетовый    | 150 x 65     | Заид ибн Султан Аль Нахайян и другие отцы-основатели | Шейх Заид подписывает союзный документ        | 2021 2024      |
|             |             | 100                | Розовый       | 140 x 70     | Национальный форт Ум Аль Кувейн                      | Порт Фуджейры, Etihad Rail                    | 2025           |
|             |             | 500                | Голубой       | 165 х 65     | Павильон Terra Sustainability в Expo City Dubai      | Музей будущего, Emirates Towers, Burj Khalifa | 2023           |
|             |             | 1000               | Коричневый    | 163 × 70     | Расследование шейха Зайда «Надежда»                  | АЭС Барака в Эр-Рувайсе                       | 2022 2024      |

## Режим валютного курса
Курс дирхама привязан к доллару США в соотношении 1 доллар = 3,6725 дирхама.